# Nancy Reagan

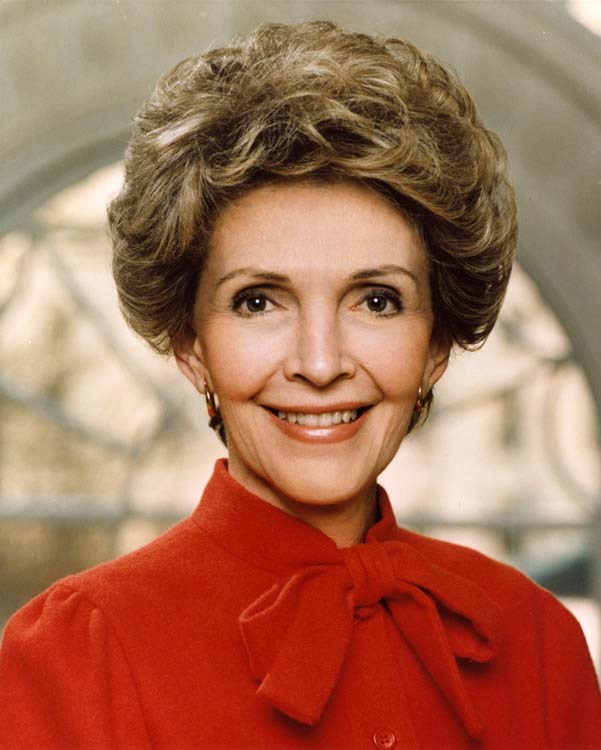
Nancy Reagan (1983)

Ronald und Nancy Reagan (1952) schneiden ihre Hochzeitstorte an.

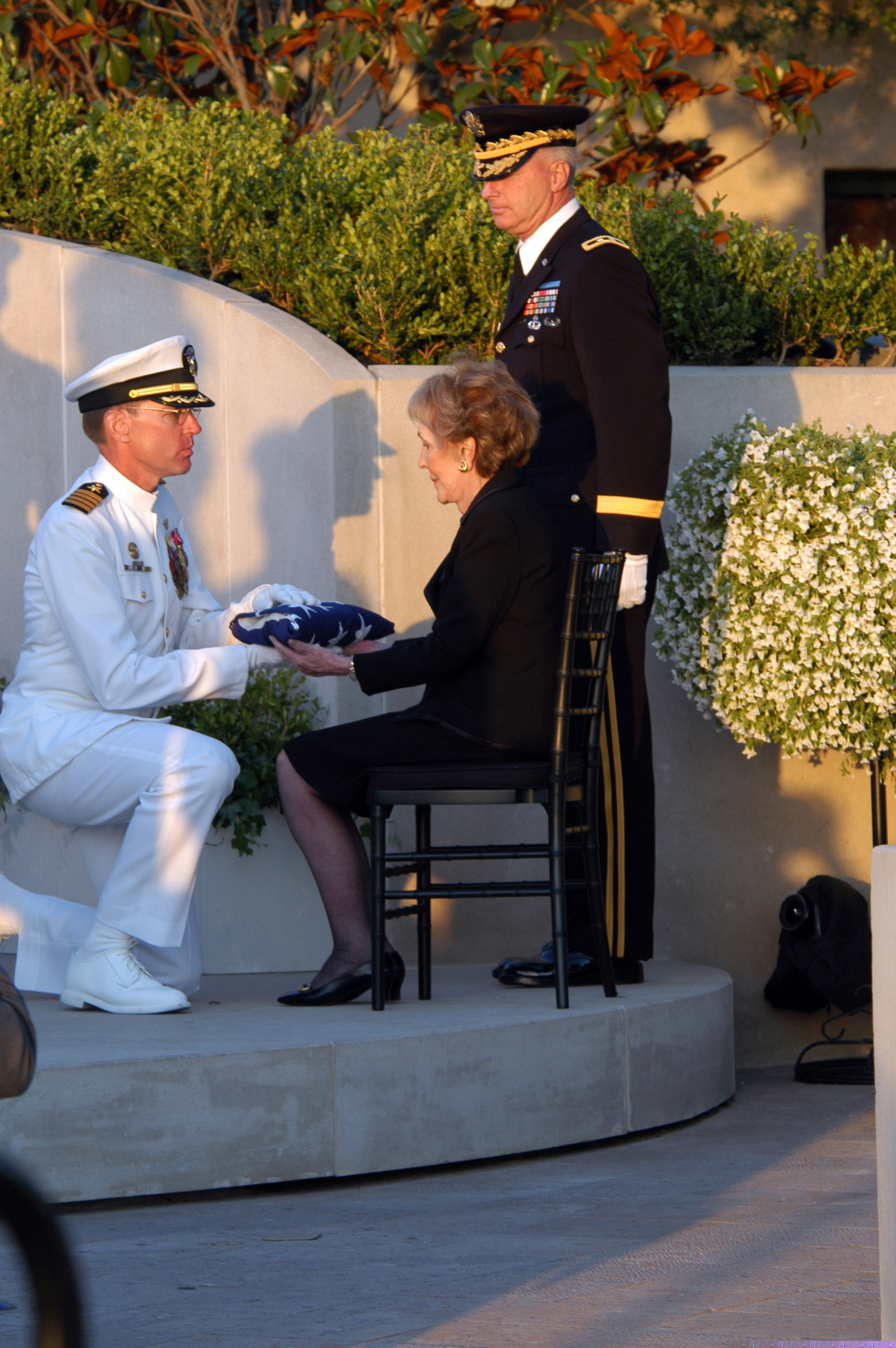
Der Kommandant der Ronald Reagan, Capt. James A. Symonds, übergibt Nancy Reagan die Flagge, die den Sarg ihres Mannes umhüllte.

Nancy Reagan (* 6. Juli 1921 in Manhattan, New York City, New York; gebürtig Anne Frances Robbins; † 6. März 2016 in Bel Air, Los Angeles, Kalifornien) war eine US-amerikanische Schauspielerin und Ehefrau von Ronald Reagan (1911–2004), dem 40. Präsidenten der Vereinigten Staaten, den sie 1952 heiratete. Als solche war sie während der Amtszeit ihres Mannes von 1981 bis 1989 die First Lady der Vereinigten Staaten.

## Leben
Nancy Reagan wurde 1921 als Tochter von Kenneth Seymour Robbins (1894–1972) und Edith Prescott Luckett (1896–1987) geboren; ihre Mutter spielte in der Stummfilmzeit in einigen Filmen mit. Ihre Patentante war die berühmte Schauspielerin Alla Nazimova. Als Nancy sechs Jahre alt war, heiratete ihre Mutter den Neurochirurgen Dr. Loyal Edward Davis. Dieser adoptierte Nancy, und sie wuchs fortan in Chicago auf. Ihren Collegeabschluss machte sie auf dem Smith College in Northampton, Massachusetts. Als Hauptfach hatte Davis Theater belegt.
Sie fand bald Arbeit als professionelle Schauspielerin, trat am Broadway in dem Stück Lute Song auf und kam schließlich nach Hollywood, wo sie bis 1957 in zwölf Filmen mitspielte. Ihre erste Rolle in William Dieterles Film Jenny (1948) wurde im Abspann noch nicht genannt. Dies änderte sich erst beim nächsten Film Frauen um Dr. Corday (1949). Fortan wurde sie vor allem als Leading Lady in einigen B-Filmen besetzt, darunter The Next Voice You Hear… (1950) mit James Whitmore oder Donovans Hirn (1953) mit Lew Ayres. In einem ihrer letzten Filme Hellcats of the Navy (1957) spielte sie an der Seite ihres Mannes.
Nancy Davis wandte sich 1949 an Ronald Reagan, der damals Präsident der Schauspielergewerkschaft SAG war. Sie bat ihn um Hilfe vor den Nachstellungen der HUAC-Kommunistenjäger, die sie infolge einer Verwechslung mit Berufsverbot belegt hatten. Es sei zwar keine Liebe auf den ersten Blick gewesen, äußerte die Präsidenten-Gattin später, aber wohl etwas Ähnliches. Reagan konnte ihr helfen, und beide heirateten am 4. März 1952 in Los Angeles. Trauzeugen und zugleich einzige Zeremoniegäste waren Reagans prominente Berufskollegen William Holden und Brenda Marshall. Im Oktober 1952 wurde die gemeinsame Tochter Patricia Ann Davis geboren und im Mai 1958 ihr Sohn Ronald Prescott Reagan. Beide Kinder arbeiteten später für das amerikanische Fernsehen. Anfang der 1960er Jahre beendete Nancy Reagan ihre Schauspielkarriere mit einigen Fernsehauftritten.
Als Ronald Reagan von 1967 bis 1975 Gouverneur von Kalifornien war, arbeitete Nancy für zahlreiche Wohltätigkeitsorganisationen. Sie besuchte Veteranen, Senioren sowie geistig und körperlich behinderte Menschen. Vor allem setzte sie sich über die Jahre hinweg für den Kampf gegen Drogenkonsum unter Jugendlichen ein (Just Say No, deutsch: „Sag einfach Nein“) ein. Ihr Engagement wurde vom Weißen Haus ab 1982 besonders herausgestellt, weil sie unter Imageproblemen litt, denn in der Öffentlichkeit wurde ihr luxuriöser Lebensstil kritisch betrachtet, so zum Beispiel die Erneuerung der Inneneinrichtung des Weißen Hauses für über 800.000 US-Dollar. Vor dem Hintergrund der dramatischen, vom Präsidenten durchgesetzten Kürzungen in den Sozialprogrammen reagierten große Teile der Bevölkerung auf diese Ausgaben besonders sensibel. Zudem war es schon länger Tradition, dass die First Lady ein gesellschaftliches Anliegen zu ihrer Sache machte. Im Jahr 1985 lud sie beispielsweise 17 First Ladys anderer Nationen zu einem Gipfel über Drogenbekämpfung ein. Bis dahin hatte sich ihre Popularität in der Bevölkerung erheblich verbessert und lag zeitweise höher als die ihres Mannes.
Nancy Reagan wählte stets sehr konservative Kleidung, die für viele Frauen in der Welt Vorbildcharakter hatte. Ebenso konservativ war ihre Einstellung zum Thema Familie und ihre Haltung zum Thema Homosexualität.
Nach ihrer Zeit als First Lady der Vereinigten Staaten zog das Ehepaar Reagan sich nach Kalifornien zurück. Ihr Buch My Turn über das Leben im Weißen Haus erschien 1989. Nur selten trat sie in dieser Zeit an die Öffentlichkeit. 2002 gab sie der ABC-Korrespondentin Diane Sawyer ein ausführliches Interview. Im selben Jahr überreichte US-Präsident George W. Bush Reagan die Freiheitsmedaille („The Presidential Medal of Freedom“), die höchste zivile Auszeichnung in den Vereinigten Staaten. Am 5. Juni 2004 starb ihr Mann nach langer Alzheimer-Krankheit. Auch als Witwe hatte sie in ihren letzten Jahren noch diverse öffentliche Auftritte.
Nancy Reagan starb am 6. März 2016 im Alter von 94 Jahren an Herzversagen. Ihr Leichnam wurde fünf Tage später neben dem  Grab ihres Ehemanns bei der Ronald Reagan Presidential Library beigesetzt.

## Filmografie (Auswahl)
- 1948: Jenny (Portrait of Jenny)
- 1949: Frauen um Dr. Corday (The Doctor and the Girl)
- 1949: Verlorenes Spiel (East Side, West Side)
- 1950: Drohende Schatten (Shadow on the Wall)
- 1950: The Next Voice You Hear …
- 1951: Night Into Morning
- 1951: It’s a Big Country: An American Anthology
- 1952: Talk About a Stranger
- 1952: Shadow in the Sky
- 1953: Donovans Hirn (Donovan’s Brain)
- 1956: The Dark Wave (Dokumentar-Kurzfilm)
- 1957: Die Höllenhunde des Pazifik (Hellcats of the Navy)
- 1958: Crash Landing
- 1962: Wagon Train (Fernsehserie, Folge The Sam Darland Story)

## Ehrungen
- 2000: Goldene Ehrenmedaille des Kongresses
- 2002: Freiheitsmedaille („The Presidential Medal of Freedom“)